# Лонжюмо (кантон)
Лонжюмо́ (фр. Longjumeau) — кантон у Франції, в департаменті Ессонн регіону Іль-де-Франс.

## Склад кантону
Кантон включає в себе 4 муніципалітети:
| Муніципалітет       | Площа | Населення, осіб | Рік  |
| ------------------- | ----- | --------------- | ---- |
| Вільмуассон-сюр-Орж | 2,31  | 6879            | 2007 |
| Вільє-сюр-Орж       | 1,78  | 3917            | 2007 |
| Епіне-сюр-Орж       | 4,44  | 10261           | 2007 |
| Лонжюмо             | 4,84  | 21166           | 2007 |

## Консули кантону
| Період    | Консул            | Посада                                                          |
| --------- | ----------------- | --------------------------------------------------------------- |
| 1982—1994 | Christian Jeu     | Мер муніципалітету Епіне-сюр-Орж                                |
| 1994—2001 | Philippe Schmit   | Мер муніципалітету Лонжюмо                                      |
| 2001—2008 | Guy Malherbe      | Мер муніципалітету Епіне-сюр-Орж, депутат Національної асамблеї |
| 2008—2014 | Marianne Duranton |                                                                 |

| Франція | Це незавершена стаття з географії Франції. Ви можете допомогти проєкту, виправивши або дописавши її. |